# Gallipienzo

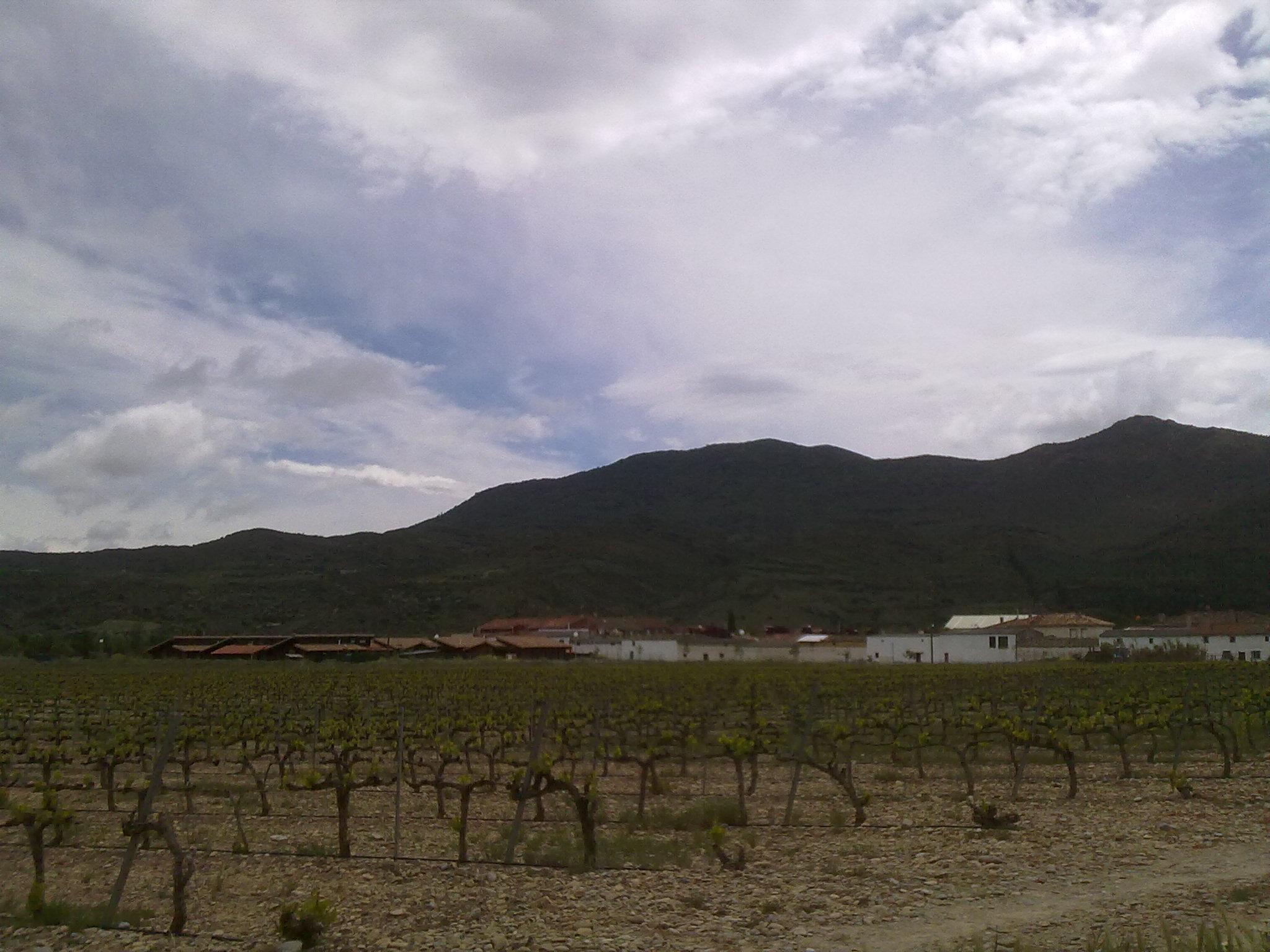
Vista general de la parte nueva de Gallipienzo

Gallipienzo (cooficialmente en euskera: Galipentzu) es una villa y municipio español de la Comunidad Foral de Navarra, bañada por el río Aragón, situado en la Merindad de Sangüesa, en la comarca de Sangüesa y a 55 km de la capital de la comunidad, Pamplona.
Su población en 2017 fue de 98 habitantes (INE).

## Toponimia
Sobre el origen del nombre de la villa existen varias teorías:
Una de ellas, la del filólogo y etimólogo Joan Corominas basada en una etimología propuesta por Schmoll da un origen celta al nombre y escribe lo siguiente defendiendo esta teoría: 

(...) quizá una Kallipiendion, compuesto de Kal(l)Io piedra (Stokes-Bezz. 72, fr. caillou) y Pend- de Quend- "fragmento" (arapendis en galo) importante por ser un nombre dado por celtas de P = QU; tal vez más bien Kalipendion (con ll por etimología popular) pues es Garipenzu en vasco.

También el filólogo Patxi Salaberri recoge otras teorías sobre el origen del nombre reunidas o ideadas por Massu Nitta que basarían el origen del nombre en las voces vascas gara o garai (alto) junto con pendiz o pendoitz (cuesta pendiente) y phendaitz (peña puntiaguda), aunque tampoco rechaza el origen romance del nombre basado en la relación con las voces latinas callis y pendius que vendría a significar sendero o pendiente. De esta forma el historiador Braulio Vigón relacionaría el nombre de la localidad navarra con las localidades asturianas de Cruz de Pienzo, La Parea de Pienzo y Pico de Pienzo.
Por último Julio Caro Baroja también elaboró otra teoría basada en que el nombre es un compuesto de gari (trigo) y pentze (pradera).
El nombre de la villa aparece en diversos documentos antiguos como: Galiipençu (1237, NEN); Galipenç, Galipenz (1191, 1193, 1197, siglo XII-XV, 1139, 1147, NEN); Galipenço, Galipençu (1141, 1171, 1216, 1268, 1279, 1280, NEN); Galipenzo (1086, NEN); Gallipenz, Gallipenzo, Gallipenço, Gallipençum, Galylipenço, Guallipençum (1035?, 1161, 1185, 1171, 1191, 1193, 1207, NEN); Galipienço, Galipienzo (1084, 1193, 1193, 1201, NEN); Galipienço, Galipienzo Garsia O. de (1312, NEN); Gallipienço (1591, NEN); Gayllipienço, Gayllypienço (1366, NEN); Galliipinz, (1120, NEN).

#### Toponimia menor
Abogado, corral; Antoñanzas, término; Antoñanzas, corral y casa; Arbe, corral; Arenal, término; Barrio, corral; Bartiguilar, término; Bastiligorra, barranco; Berago, término; Caparreta, término; la Cueva, molino; la Elca, término; Esparza, corral; Gallipienzo, población (cp.); Grandicorana, término; Induci, barranco; Lavicaldea, término; Martín Ángel, corral; Melenas, puente; Narciso, caseta; Palomar, término; Pan de Oliva, término; San Babil, ermita; Santitisi, término; las Suertes, término; la Torraza, casa; Valdizarra, barranco; Valenturri, término y barranco; Zocorro, corral.

## Historia
Dentro de su término, en el lugar denominado San Juan, se encontró un fragmento de miliario romano. Existe también un yacimiento arqueológico en los Casquilletes de San Juan.
Consta entre las villas, cuyas rentas asignó el rey Sancho III el Mayor a su hijo Ramiro hacia 1035. Fue desde el siglo X centro de uno de los distritos o “tenencias” del reino, atalaya primero frente a las incursiones musulmanas por el río Aragón, y puesto de vigilancia desde 1076 en el límite con el territorio aragonés. Teobaldo I actualizó por “fuero” (1237) las cargas señoriales del lugar, cifrándolas en 100 cahices de trigo y otros tantos de avena en concepto de pecha, más 200 sueldos por la cena, y lo libró de las prestaciones de mano de obra, comprometiéndose a no separarlo jamás del patrimonio de la corona. Pero Carlos II de Navarra concedió el lugar (1375) con la jurisdicción baja y mediana a Fernando de Ayanz, y Carlos III de Navarra a su bastardo Godofre (1417); Juan II lo entregó luego (1453) a Juan de Ezpeleta. Comprometido este con el bando agromontés, la princesa Leonor ordenó la destrucción del castillo y retuvo la pecha durante varios años. Los reyes Catalina I y Juan III convirtieron (1496) la pecha, disfrutada hasta entonces por Cristian de Ezpeleta, en censo perpetuo y, a instancia de los vecinos, otorgaron a la villa el privilegio de infanzonía colectiva, que teóricamente le correspondía ya desde la supuesta extensión a su favor del llamado “fuero de Sobrarbe” por el monarca Alfonso I el Batallador en 1119.
Según recoge Pascual Madoz en su Diccionario, perteneció al valle de Aibar hasta 1846, en que se hizo efectiva la reforma municipal que lo segregó y dejó como ayuntamiento enteramente separado. En 1687, Carlos II (V de Navarra) liberó la villa de la pecha que venía pagando al erario real, a cambio de que contribuyera a la construcción de la puerta principal del castillo de Pamplona. En cuanto a su jurisdicción, y pese a su vinculación administrativa con Aibar, era separada: tanto la civil como la criminal correspondía a un alcalde designado por el virrey a propuesta de la villa, en tanto que el gobierno era propio de cuatro regidores que los vecinos designaban cada año.
Gallipienzo tenía por entonces un molino harinero de tres piedras sobre el Aragón y una mina de cobre en el camino de Ayesa. El vicario de San Pedro se nombraba entre los del pueblo; en tanto que el nombramiento de sus beneficiarios correspondía al rey y al abad de Marcilla. Hasta 1640 la única parroquia fue la de San Salvador; pero, en esa fecha, por ser tan frecuentes los pleitos y disputas entre esta y la iglesia de San Pedro, sobre cual tenía derecho a ser la parroquia, el obispo resolvió que lo fueran las dos, habiendo para ambas un solo vicario y un solo cabildo que celebraban alternativamente las festividades en una y otra. Así se hizo hasta 1785, en que de nuevo el obispo puso fin a otro pleito sentenciado que fuese parroquia única la de San Pedro.
El Hospital, que data de 1706, era propiedad de la Cofradía Mayor de a villa. Estaba bien surtido de ropa, hallándose al cuidado del mismo una mujer llamada Hospitalera. El prior perpetuo era el vicario de la parroquia, quien todos los años nombraba dos mayordomos y un alcalde, para llevar la administración de la Cofradía.
En 1850 el municipio contaba con escuela, cuyo maestro percibía 2.000 reales al año; los caminos eran locales, de travesía y quebrados. Las muelas del molino se habían reducido a dos, y el viejo puente de piedra sobre el Aragón, que había sido cortado ya en la guerra de Sucesión y en la guerra contra la Convención durante el siglo XVIII, había vuelto a ser en parte destruido durante la primera guerra carlista (1833-1839) y en 1850 no había sido aún reedificada la parte rota, sino sustituida por maderas. Durante la guerra fue el punto de partida de don Carlos cuando pasó a Aragón, al comenzar la expedición de 1837.
Hacia 1920 los molinos en funcionamiento eran dos y había dos escuelas.

### Castillo
La villa tuvo un castillo, desde el siglo X hasta finales del siglo XV, situado sobre el cerro que domina sobre el antiguo núcleo urbano, en funciones de atalaya sobre el curso del río Aragón en su camino hacia Carcastillo y Murillo el Fruto. Aún en 1847 Pascual Madoz, hablando de las cinco ermitas existentes (San Babil, Santa Elena, la Concepción, San Salvador y Santa Quiteria), afirma que «junto a la de Santa Quiteria existe un torreón o castillo antiguo que se dice perteneció a los Templarios en su primitivo origen, y después a los padres Cistercienses, a quienes lo quitó la villa en virtud de sentecia judicial.» En la actualidad no quedan restos visibles aunque debió estar ubicado, como afirma el historiador especialista Martinena Ruiz, junto a la iglesia de San Salvador donde «existe una explanada de forma más o menos triangular, a cuya configuración topográfica suponemos se ajustaría la estructura defensiva de la desaparecida fortaleza.» Posiblemente, como ocurre en la cercana Ujué, y se repite en otros lugares, sería «una posición dominante compartida por el castillo y la iglesia» en lo que Enrique Varela Agüí definía como encastillamiento.
Como sede de una tenencia o distrito, esta fortaleza formaba parte de la línea defensiva dominante del curso del río y fronteriza frente a Aragón. Algunos tenentes de Gallipienzo conocidos fueron miembros de los llamados ricoshombres de Navarra, durante la Alta Edad Media constituían «la más alta nobleza del reino, y según la tradición tenían el honor y el privilegio de alzar sobre el pavés al rey de Navarra en el momento de su coronación.» Algunos nombres fueron:
| Fecha | Tenente                     | Lugares              |
| ----- | --------------------------- | -------------------- |
| 1070  | Senior Azenar Xemeneiz      | Gallipienzo          |
| 1138  | Martín de Lehet             | Gallipienzo          |
| 1154  | Dominante García Almorabit  | Aibar y Gallipienzo  |
| 1193  | Dominante Martino de Subiza | Cáseda y Gallipienzo |
| 1205  | Pedro Jordán                |                      |

En 1277, prestó homenaje por él a la reina Juana el caballero Gonzalo Pérez. El aljibe o cisterna se reparaba en 1291. Unos años después, en 1300, era alcaide Pedro Martínez de Irurozqui, que mandó rehacer en 1305 las escaleras de las dos torres, mayor y menor. En 1328 tenía la guarda Pedro Gil de Ablitas, con una retenencia de 8 libras en dinero y 40 cahices de trigo.
Carlos II de Navarra confió el castillo en 1351 al escudero Iñigo López de Úriz, con 4 libras y 20 cahices. En 1370 ocupaba el alcaidío Per Arnal de Úriz. Por su parte, Carlos III de Navarra nombró para el puesto en 1393 a Sancho García de Echagüe, al que sucedió en 1422 Martín Sanz de Ureta. Este alcaide emprendió importantes obras de reparación y fortificación, supervisadas por el maestro Andreo de Soria. En 1426 se seguía trabajando, concretamente los canteros Martín García y Yénego de Olaz. Juan II nombró alcaide en 1430 a Leonel de Mauleón, que llevó a cabo nuevos trabajos de acondicionamiento cuatro años después, y estuvo a cargo de la fortaleza hasta 1451. Le sucedió mosén Juan de Ezpeleta, merino mayor, que aumentó la guarnición. En 1456, el rey dio 33 libras a Miguel de Ealegui, oidor de Comptos, para reparar el castillo, que seguía a cargo de Ezpeleta.
En 1470, Leonor y Gastón IV de Foix, lugartenientes del Reino, ordenaron la demolición del castillo, encomendando los trabajos a los propios vecinos de la villa. El mandato se cumplió inexorablemente.

## Patrimonio

### Iglesia de San Salvador
Su monumento más importante es la iglesia de San Salvador, enclavada justamente en la cima de la montaña en que se asienta el pueblo. Fue parroquia hasta 1785, fecha en que la sustituyó en esta función la iglesia de San Pedro, cuyo emplazamiento más bajo hacía su acceso más cómodo a los fieles.
Consta de iglesia alta y cripta. Esta tiene función constructiva, permitiendo salvar el desnivel de terreno existente en la zona en que está situada la iglesia y hacer posible la construcción de la cabecera de la iglesia alta. Presenta un ábside semicircular, perforado en el centro por la típica ventana románica —con guardapolvo de puntas de diamante y arquivolta baquetonada de medio punto sobre columnas rematadas por capiteles—, y una nave de tramo único cubierta con bóveda de crucería simple, separados ambos —ábside y nave— por un arco triunfal de medio punto apoyado sobre columnas provistas de sencillos capiteles. El conjunto se atribuye a fines del siglo XII. Es una de las cuatro construcciones de este tipo realizadas en Navarra durante el románico; las otras tres se localizan en Leire, San Martín de Unx y Orísoain.
Sobre la cripta se asienta la iglesia alta, obra ya del siglo XIV, de proporciones casi cuadradas. Presenta un ábside poligonal y nave única, cubiertas con bóveda de crucería. Actualmente se ha arruinado el coro con antepecho de piedra calada que existía al fondo de la nave, datable a fines del siglo XV o principios del XVI. La puerta de acceso, de arco apuntado, formada, por arquivoltas muy finas, carente de tímpano y de toda decoración escultórica, se abre en el muro sur, casi a los pies.
De esta iglesia proceden dos conjuntos de pinturas murales, trasladados casi íntegramente al Museo de Navarra. Ambos estaban emplazados en la zona del ábside de la iglesia alta y fueron ejecutados en épocas distintas, superponiéndose el más moderno al más antiguo.
Este último, correspondiente al estilo franco-gótico, debió de ser realizado a mediados del siglo XIV por un artista, el primer Maestro de Gallipienzo, influenciado por Juan Oliver. Las pinturas están integradas por una serie de escenas de la Vida y Pasión de Cristo, divididas en tres registros. Algunas a causa de su mal estado, se dejaron “in situ”: concretamente la Santa Cena, Oración en el Huerto, Prendimiento y Resurrección. Estilísticamente la característica más acusada de estas pinturas es su expresividad, conseguida gracias a una exageración de rasgos que puede llegar a la deformación, aunque en casos aislados se alcanza cierta belleza formal; las composiciones son simples, con marcada tendencia a la simetría; las figuras macizas y de canon corto; el dibujo es vigoroso y el colorido hábilmente elegido para evitar la monotonía. La técnica empleada es el fresco.
El conjunto más moderno, que se superpuso al anterior, debió de ejecutarse a fines del XV, entre 1480 y 1500. Su autor, el llamado Segundo Maestro de Gallipienzo, aprovechó en gran parte la ordenación y la temática del pintor anterior, quizás por imposición de los comitentes, y así representó también la Epifanía, Huida a Egipto, Flagelación, Calvario y Resurrección -Santas mujeres con pomos de perfume-. Desde el punto de vista estilístico se observa que se acentúan algunos de los rasgos vistos en las pinturas anteriores, tales como la expresividad y la despreocupación por la belleza formal; se introduce un acusado naturalismo; se tiende a simplificar al máximo las composiciones, se acorta el canon de las figuras y se intenta sugerir la tercera dimensión a través de los dibujos del pavimento, pero no se logra.
A mediados del siglo XVI estas pinturas fueron cubiertas por un retablo de tablas pintadas, con escenas de la Vida de Jesucristo, complementadas con algunas figuras de bulto, concretamente la del titular el Salvador, la escena de la Epifanía y el Calvario. Su autor, anónimo debió de ser un maestro local que se mantuvo casi totalmente al margen de influjos italianos. Su estilo se caracteriza por la utilización de composiciones muy simples, con pocos personajes y en actitudes sencillas, sus figuras son de canon más bien corto y tipo cúbico, con rostros menudos de forma triangular, ojos pequeños, nariz recta, y manos de aspecto rudo. Al mismo maestro se le atribuyen los retablos de Uztárroz, Zabalza y Mendinueta. El retablo de Gallipienzo se conserva actualmente, desarmado, en la iglesia de San Pedro.
La iglesia de San Pedro, parroquia desde 1640, parece que fue construida simultáneamente con la de San Salvador, conservándose de dicha época la portada, muy similar a la de ésta; pero fue casi totalmente reformada a fines del siglo XVIII.
Su pieza más valiosa es el retablo mayor contratado en 1629. Se ha conservado solo la escultura, obra de Juan de Berroeta*, habiéndose perdido el armazón realizado por Juan de Huici. Consta de banco y tres calles. En cuanto a su iconografía*, en el banco hay escenas de la Pasión de Cristo, y en las calles laterales temas referentes a San Pedro, todos ellos en relieve. En la calle central se encuentran las esculturas de bulto de San Pedro, titular del retablo, la Asunción, y en el remate el Calvario. Destacan sobre todo el Lavatorio, Entrega de las llaves, Asunción y estatua del titular que son probablemente las únicas obras personales de Berroeta.
En la iglesia se conserva además una bella Virgen del Rosario, que debe atribuirse también a Berroeta y una hermosa Virgen en pie de estilo gótico perteneciente al siglo XIV.
En abril de 1972 fue robada una valiosa tabla del siglo XVI, valorada en 300.000 pesetas de la época y que recientemente había sido restaurada.
El caserío se agrupa de manera pintoresca en la ladera.

### Órgano
Cuenta con un ejemplar neoclásico. El movimiento neoclásico se refleja un poco tardíamente en Navarra en cuanto a las cajas de sus órganos (1797 hasta finales del siglo XIX). Parece que sus tracistas no acaban de aceptar la nueva estética de Ventura Rodríguez en la fachada de la Catedral de Pamplona, y ello a pesar de la presencia activa de A. S. Ochandátegui por Navarra, donde aparece, incluso, asegurando coros y órganos construidos con anterioridad.
Esta nueva corriente artística, juzgada por algunos despectivamente como “fría” y sin imaginación, hoy en día está en revisión. Habría que verla en todo caso, desde las coordenadas estéticas, sociales, etc. de la época.

## Símbolos

### Escudo
El escudo de armas de la villa de Galipienzo tiene el siguiente blasón:

Trae de plata y un castillo de oro sostenido por un águila de sable coronada.

Así figura pintado en las vidrieras del Palacio de Navarra. Durante la Edad Media usó un sello consistente en un castillo de tres torres, la central más alta y sobre ella un gallo posado, símbolo de vigilancia. Este animal, más que a su simbolismo obedece a la raíz del nombre de la villa: Galli, como blasón parlante. No obstante, el nombre primitivo de la localidad fue el de Garipenzu.

## Geografía

Situación del municipio de Gallipienzo en Navarra y en la Merindad de Sangüesa

La villa de Gallipiezo está situada en la parte oriental de la Comunidad Foral de Navarra dentro de la región geográfica de la Zona Media. Su término municipal tiene una superficie de 56 km² y limita al norte con Ezprogui y Sada, al este con Cáseda, al sur con Carcastillo y al oeste con Murillo el Fruto, Ujué y Eslava.

### Clima
El clima de la zona es de tipo Mediterráneo continental y está caracterizado por tener inviernos fríos y lluviosos y veranos cálidos y secos. La temperatura media anual oscila entre los 13° y 14 °C, las precipitaciones anuales están entre los 500 y 700 mm, registrándose entre 60 y 80 días lluviosos al año y el índice de evapotranspiración potencial está entre 725 y 750 mm.

### Flora y fauna
Flora
La vegetación arbórea autóctona de la zona está compuesta principalmente por robles (Quercus robur), encinas (Quercus ilex) y pino de Alepo (Pinus halepensis) de la cual aún quedan algunos restos. Las repoblaciones que se han llevado a cabo han sido principalmente de pino de Alepo y pino laricio de Austria (Pinus nigra).

## Demografía
Gallipienzo cuenta con una población de 98 habitantes (INE 2024).
| Gráfica de evolución demográfica de Gallipienzo entre 1842 y 2021 |
| |
| Población de derecho según los censos de población del INE Población de hecho según los censos de población del INEEn este censo se denominaba Galipienzo: 1842 En estos censos se denominaba Gallipienzo: 1857, 1860, 1877, 1887, 1897, 1900, 1910, 1920, 1930, 1940, 1950, 1960, 1970, 1981, 1991 y 2001 |

## Administración y política
Tiene casa consistorial en Gallipienzo Nuevo. Se sitúa en la plaza, cerca de la iglesia. Fue construida en 1982. Consta de planta baja y una elevada. Sus parámetros exteriores están revocados y pintados.
En la fachada principal tiene porche con soporte de pilares. Se incluye en el edificio el servicio médico y biblioteca. La sede anterior estuvo en Gallipienzo Viejo.
Su ayuntamiento está regido por alcalde y cuatro concejales.

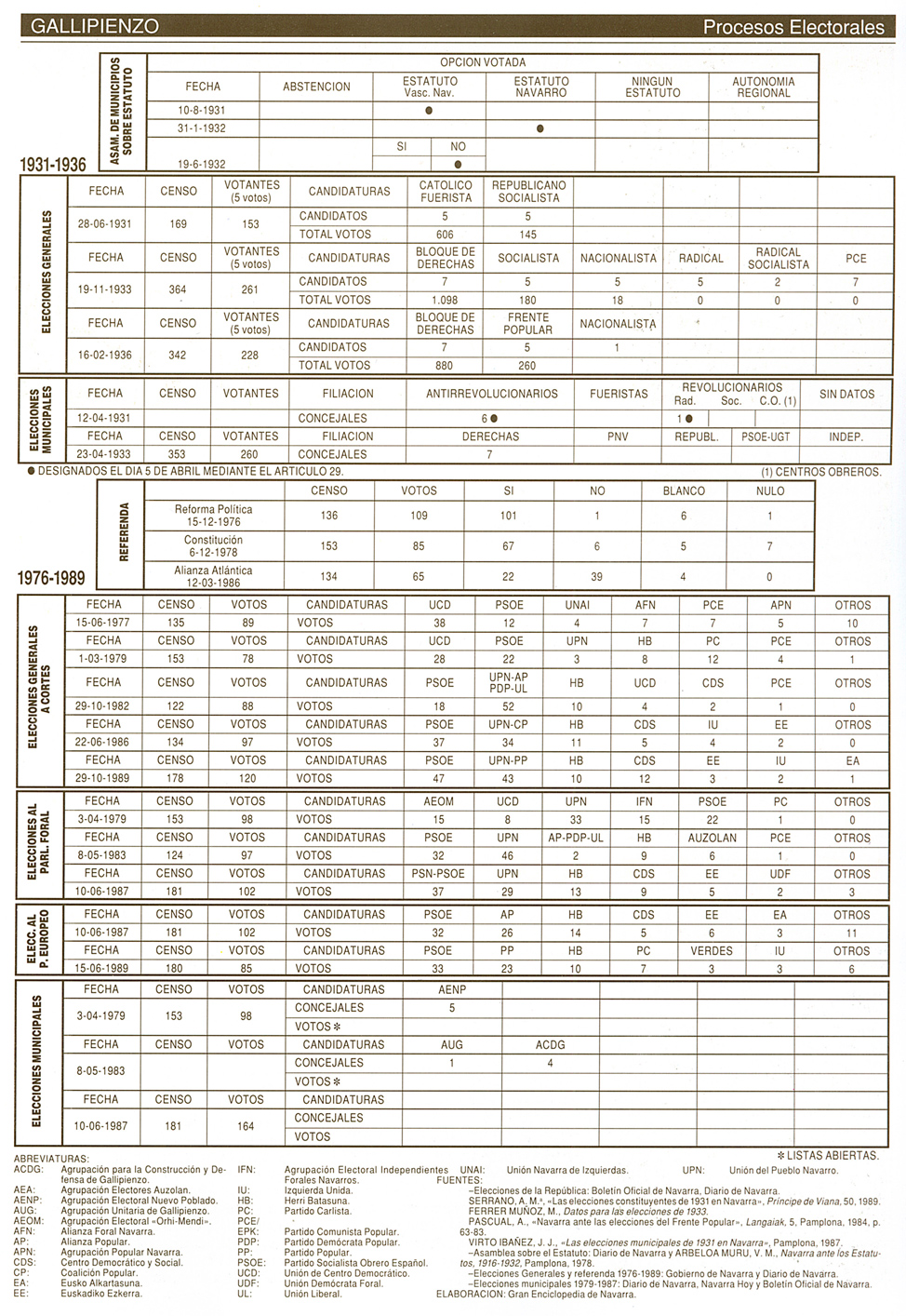
Procesos electorales Gallipienzo

En las elecciones municipales de 2011. La Agrupación Vecindario de Gallipiezo fue la lista más votada obteniendo el 68,88 % de los votos y 4 de los 5 concejales que cuenta el Ayuntamiento de Gallipienzo con lo que su candidata María Carmen Iriguíbel Sola fue reelegida como alcaldesa. En segundo lugar quedó Unión del Pueblo Navarro (UPN) que obtuvo el 24,10 % y un concejal. 
| Partido político               | 2011  | 2011  | 2011       |
| Partido político               | Votos | %     | Concejales |
| Vecindario de Gallipienzo      | 58    | 69,88 | 4          |
| Unión del Pueblo Navarro (UPN) | 20    | 24,10 | 1          |

| Mandato   | Nombre del alcalde          | Partido político          |
| --------- | --------------------------- | ------------------------- |
| 1979-1983 | José Mateo Ibero            | Nuevo Poblado             |
| 1983-1987 |                             |                           |
| 1987-1991 |                             |                           |
| 1991-1995 |                             |                           |
| 1995-1999 |                             |                           |
| 1999-2003 |                             |                           |
| 2003-2007 | Concepción Garralda Gorraiz | Vecinos de Gallipienzo    |
| 2007-2011 | María Carmen Iriguíbel Sola | Vecinos de Gallipienzo    |
| 2011-     | María Carmen Iriguíbel Sola | Vecindario de Gallipienzo |

## Cultura

### Patrimonio

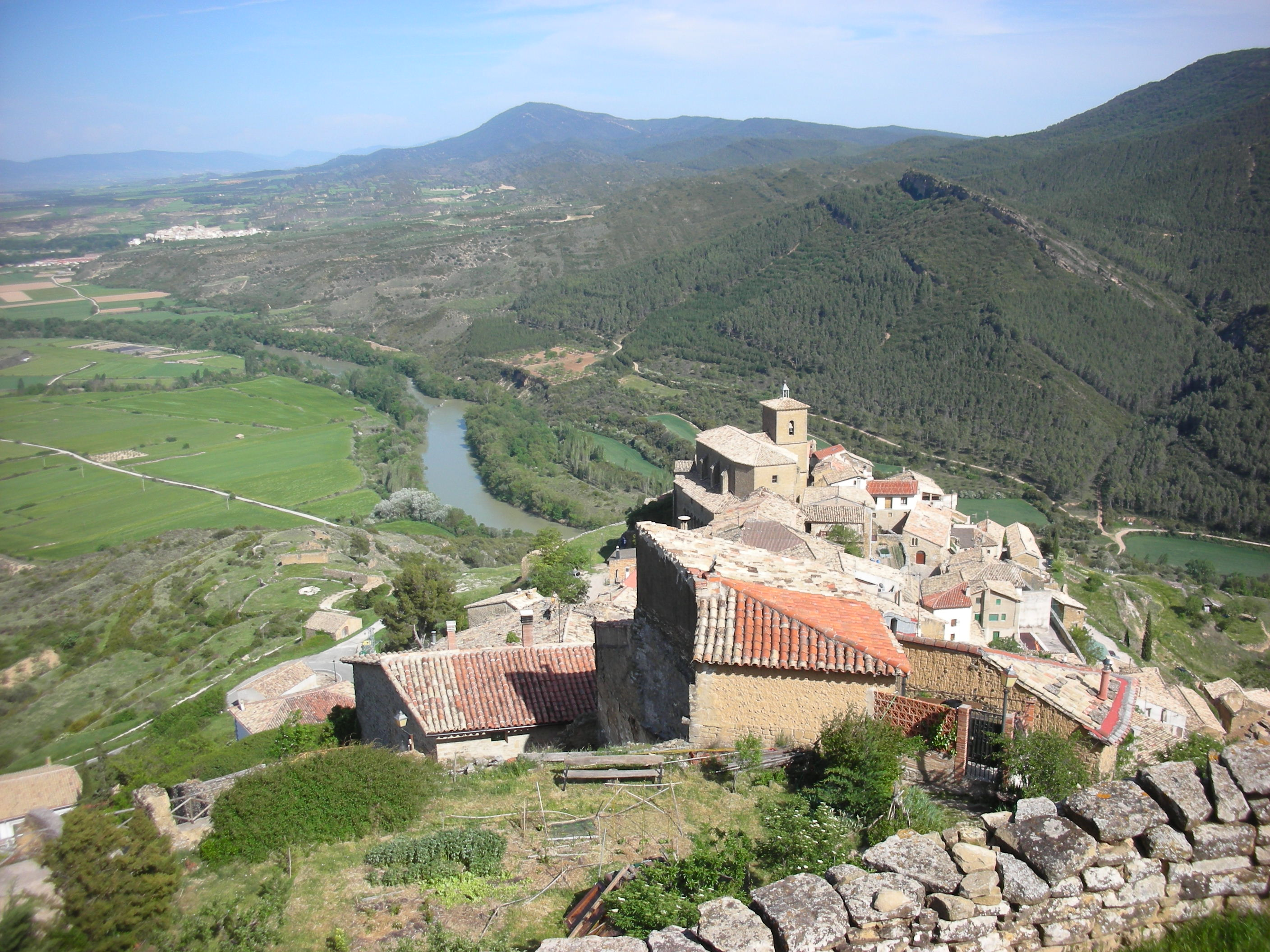
Vista general de Gallipienzo desde San Salvador

Sus monumentos religiosos más importantes son la iglesia de San Salvador y la iglesia de San Pedro, 

#### Iglesia de San Salvador
Es un conjunto formado por una cripta y sobre ella la iglesia alta cuyos orígenes son de finales del siglo XII aunque la mayor parte de este data de los siglos XIV, XV y XVI. 
Se ubica en la parte más alta de la localidad y fue su parroquia hasta que en 1785 esa función pasara a la iglesia de San Pedro.
La cripta tiene función de salvar el desnivel que presenta el terreno y hacer posible la construcción de la cabecera de la iglesia alta. Está formada por una única nave cubierta con bóveda de crucería simple con un ábside semicircular que se separa de la nave mediante un arco triunfal de medio punto apoyado sobre columnas provistas de sencillos capiteles. El ábside cuenta con una ventana románica con guardapolvo de puntas de diamante y arquivolta baquetonada de medio punto sobre columnas rematadas por capiteles. 
La iglesia alta, data de finales del siglo XIV. El edificio está formado por una sola nave con proporciones casi cuadradas con un ábside poligonal y esta cubierta por una bóveda de crucería y con un coro a los pies el cual se encuentra arruinado. 
La puerta de acceso, consta de arco apuntado, formada, por arquivoltas muy finas, carente de tímpano y de toda decoración escultórica.

#### Iglesia de San Pedro
Es la parroquia de la localidad desde 1640 y según parece fue construida simultáneamente con la de San Salvador, conservándose de dicha época su portada, muy similar a la de ésta. El edificio fue casi totalmente reformado a fines del siglo XVIII.
De su interior destaca el retablo mayor contratado en 1629 del que se ha conservado solo la escultura, obra de Juan de Berroeta, habiéndose perdido el armazón realizado por Juan de Huici.
En interior de la iglesia también se conserva una talla de Virgen del Rosario, que debe atribuirse también a Berroeta y otra de la Virgen en pie de estilo gótico del siglo XIV.

### Fiestas y eventos
- Romería a Javier 5 de mayo (apostolados)
- Romería a Ujué domingo más cercano al 20 de mayo.
- Fiestas patronales 13 de julio en honor a San Eugenio.
- Las fiestas patronales en honor de San Zoilo se celebran el domingo próximo al 20 de septiembre que fueron trasladadas al segundo fin de semana de agosto a finales de los 90.

## Personas destacadas
- Zacarra, pastor de ovejas y cabras de Gallipienzo, vecino de la villa, apodo de Zacarías Eseverri Miquelena, nacido a mediados del siglo XIX en el Valle de Salazar, quizá en Soraberri, que trabajó contratado como dulero y cuyas andanzas han sido objeto de interés literario.[17] Así resumidamente lo contaba José Antonio Jáuregui:

"Un buen día el cabrero de Gallipienzo, en vez de impedir que las cabras pisaran los viñedos... dio rienda suelta a estos animales que tanto juego simbólico han dado en la filosofía del pueblo español... y en un santiamén aquel rebaño devoró una cosecha ubérrima de vid, dejando la economía de Gallipienzo para el arrastre".
José Antonio Jáuregui